# ژاک دو بوربون بوسه
ژاک دو بوربون بوسه (به فرانسوی: Jacques de Bourbon Busset) نویسنده و دیپلمات قرن بیستم میلادی اهل فرانسه است.